# Ла-Корунья (аэропорт)
Аэропорт Ла-Корунья (галис. Aeroporto da Coruña, исп. Aeropuerto de A Coruña) (ИАТА: LCG, ИКАО:  LECO) — международный аэропорт города Ла-Корунья. В 2014 году аэропортом воспользовались 988 834 пассажиров.

## История
11 сентября 1953 года Совет министров Испании приказал срочное строительство аэропорта. Строительство было сложным из-за холмистого рельефа и метеорологических условиях. В 1961 году были построены радио и электрические средства контроля. В 1962 году было построено здание терминала, были установлены посадочные огни и другие сигналы на взлетно-посадочной полосе. В 1963 году аэропорт был открыт для национальных коммерческих перевозок. Первый коммерческий пассажирский самолет авиакомпанией испанской Aviaco прибыл из Мадрида. В последующим регулярные авиаперевозки стали не рентабельными. К концу 1960-х годов, аэропорт начал использовать чартерные рейсы из Швейцарии, Англии. В 1979 году был открыт таможенный офис. В последующем, аэропорт был много раз модернизирован. К 1994 году пассажиропоток превысил 259 000 человек. В 2001 году в аэропорту установлены реактивные мосты и грузовой терминал.

## Авиакомпании и направления
| Авиакомпании       | Направления                                                                                        |
| ------------------ | -------------------------------------------------------------------------------------------------- |
| Iberia, Air Europa | Мадрид                                                                                             |
| TAP Portugal       | Лисабон                                                                                            |
| Vueling            | Барселона, Бильбао, Лондон-Хитроу, Севилья, Валенсия (с марта 2016 г.) Сезонные: Тенерифе-Северный |

## Авиакатастрофы
- 13 августа 1973 года самолёт компании Aviaco разбился при попытке приземлиться в аэропорту Alvedro. В результате погибло 85 человек на борту и 1 человек на земле.